# درفش (فرقاطة حربية)
فرقاطة درفش هي فرقاطة قاذفة للصواريخ إيرانية الصنع. تحمل رمز الهيكل (P233). وتُعَد إحدى الفرقاطات الهجومية الإيرانية السريعة من طراز سينا، تخدم في الأسطول الشمالي لبحرية جمهورية إيران. تم إطلاقها في 27 نوفمبر 2008م. ودخلت الخدمة في 6 أكتوبر عام 2009م. وصُنِعَت على يد المتخصصين الإيرانيين في مجمع صناعات (الشهيد تمجيدي) للصناعات البحرية بوزارة الدفاع الإيرانية في ميناء أنزلي شمالي جمهورية إيران. في عام 2009م، صرح وزير الدفاع وإسناد القوات المسلحة الإيرانية العميد أحمد وحيدي في شرحه لخصاص الفرقاطة بمناسبة إنضمامها للبحرية الإيرانية، ان هذه الفرقاطة تم صنعها بما يتناسب مع الظروف المناخية لبحر قزوين، ووفقاً للحاجة الميدانية للقوة البحرية في الجيش الإيراني، وفي إطار المهمات المناطة بها. وهناك أربع سفن حربية إيرانية من طراز سينا وهي درفش وبيكان وجوشن، والرابعة سفينة سبر القاذفة للصواريخ. يُذكَر أن تقريراً أمريكياً صدر في 11 أيلول/ سبتمبر 2008م، أكد أن (معهد واشنطن لسياسة الشرق الأدنى) قال في تقرير له، إنه خلال العقدين الماضيين منذ فرض العراق الحرب على إيران، تفوقت الجمهورية الإسلامية في القدرات البحرية وأصبحت قادرة على شن حرب فريدة غير متكافئة ضد قوات بحرية أكبر. ووفقاً للتقرير، فقد تحولت البحرية الإيرانية إلى قوة ذات دوافع عالية، ومجهزة تجهيزاً جيداً، وممولة بشكل جيد، وتسيطر فعلياً على شريان حياة النفط في العالم، وهو مضيق هرمز.

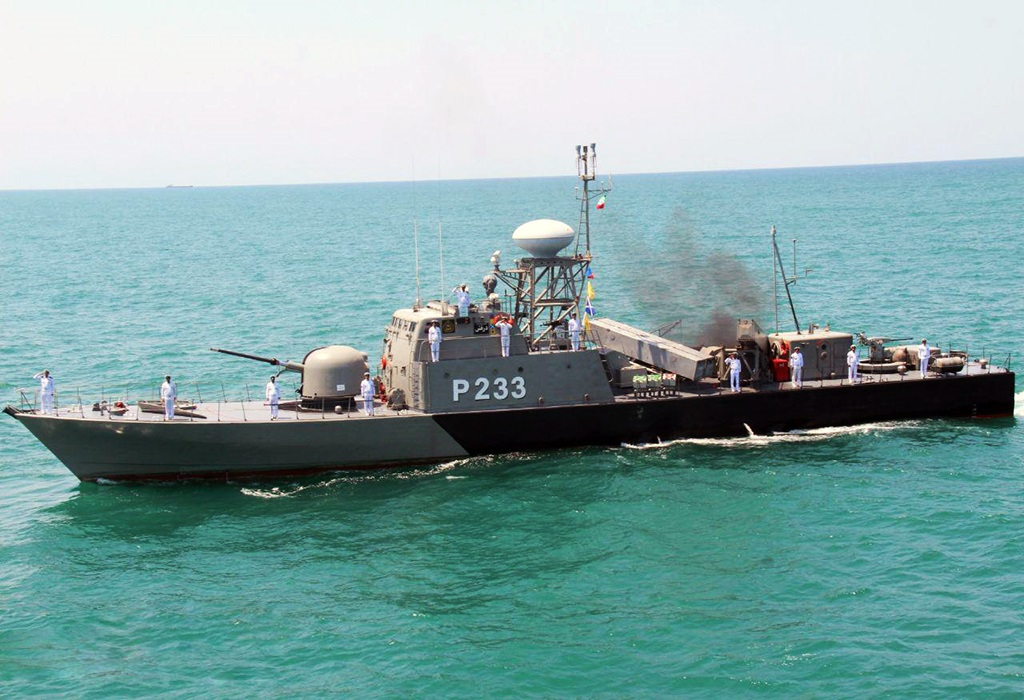
فرقاطة درفش الحربية القاذفة للصواريخ بإحدى المناورات العسكرية الإيرانية عام 2017م

## الإنضمام للبحرية الإيرانية
في شهر أيلول/ سبتمبر عام 2009م، إنضمت فرقاطة من فئة سينا بإسم درفش إلى أسطول القوة البحرية التابعة لجيش الجمهورية الإسلامية الإيرانية. برعاية وزير الدفاع وإسناد القوات المسلحة الإيرانية العميد أحمد وحيدي وقائد القوة البحرية الأدميرال حبيب الله سياري، جاء ذلك في مراسم خاصة أُقيمَت في مجمع "الشهيد تمجيدي" للصناعات البحرية التابع لمؤسسة الصناعات البحرية بوزارة الدفاع الإيرانية في ميناء أنزلي في شمال جمهورية إيران، وذلك بمناسبة أسبوع الدفاع المقدس وذكرى الحرب العراقية الإيرانية (1980-1988م)، حسب ما أفادت الدائرة العامة للإعلام الدفاعي بوزارة الدفاع الإيرانية. واعتبر العميد وحيدي ان صنع وانضمام فرقاطة درفش رمزاً للتعاطي المشترك بين وزارة الدفاع والقوات المسلحة، وقال: ان هذه الفرقاطة تم صنعها بصورة مشتركة بين الخبراء الأكفاء والمبدعين في القوة البحرية للجيش والصناعات البحرية بوزارة الدفاع الإيرانية.

## التسليح
تُعَد الفرقاطة القاذفة للصواريخ درفش، مركبة هجوم سريعة من طراز سينا. تم تسليحها بمدافع رشاشة حديثة إيرانية الصنع. وقد استُخدِمَت فيها أكثر التقنيات العلمية والبحثية تطوراً. وهي مزودة بأكثر من 100 منظومة رادارية وصاروخية ومدفعية وإلكترونيات واتصالات سلكية ولاسلكية، وتتمتع بقابليات كبيرة في مواجهة الأمواج العاتية والحفاظ على توازنها في العوم. ومن الميزات الأخرى لهذه الفرقاطة هي ردة فعلها السريعة على الهجوم الإلكتروني والمضاد للإلكتروني، وكذلك تمتعها بمنظومات النقل المتطورة والأنواء الجوية ونظام توجيه النيران. وان جميع المنظومات الدفاعية التي تمت نصبها في فرقاطة درفش العسكرية هي محلية الصنع. كما وان هذه الفرقاطة مزودة بمختلف أنواع الأسلحة الخفيفة والثقيلة وتتمتع بسرعة مبادرة عالية جداً لتحديد الأهداف المطلوبة. بحسب تصريح وزير الدفاع وإسناد القوات المسلحة الإيرانية العميد أحمد وحيدي. وفي معرض الإشارة إلى الإنجازات التي حققها سلاح البحر التابع للجيش الإيراني على مر الأعوام الماضية، أشار قائد القوات البحرية في الجيش الإيراني الأميرال حبيب الله سياري عام 2017م، إلى ضم أول سفينة قاذفة للصواريخ في عام 2003م بحضور قائد الثورة الإسلامية، ومن ثم إلحاق سفينة جوشن في العام 2006م، والثالثة درفش خلال العام 2009م، ومدمرة دماوند في عام 2012م. مضيفاً أنه سيتم خلال الأيام القادمة ضم بارجة سبر القاذفة للصواريخ إلى الأسطول البحري الإيراني. وبالفعل قد إنظمت هذه البارجة الحربية إلى أسطول الشمال التابع للقوة البحرية للجيش الإيراني في يوم الثلاثاء 5 أيلول/ سبتمبر عام 2017م.

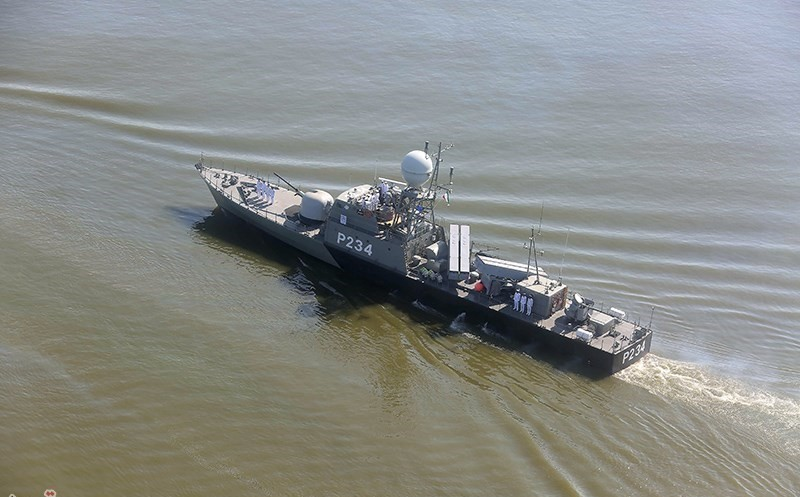
تسليم البارجة الصاروخية سبر إلى القوة البحرية للجيش الإيراني من قِبَل وزارة الدفاع الإيرانية عام 2017م، وهي إحدى السفن الحربية من فئة سينا

## سجل الخدمة
في آذار/ مارس عام 2017م، وصلت مجموعة السفن الحربية التابعة للقوة البحرية لجيش الجمهورية الإيرانية والموسومة بمجموعة (السلام والصداقة) والمكونة من المدمرة دماوند والفرقاطة درفش، إلى ميناء محج قلعه الروسي. وأفادت وكالة مهر للأنباء أنه بعد وصول السفن إلى ميناء محج قلعة الروسي أجريت مراسم الاستقبال بحضور مسؤولين عسكريين ومدنيين من بينهم قائد الأسطول العسكري الروسي في بحر قزوين الأميرال سيرغي الكساندرفيتش. وفي بداية رسو مجموعة السفن الحربية الإيرانية في الميناء الروسي، أعرب قائد مجموعة سفن السلام والصداقة التابعة للقوة البحرية للجيش الإيراني، الأميرال محسن شيدائي، عن شكره وتقديره للترحيب الحار، موضحاً ان زيارات السلام والصداقة تساهم في تعزيز العلاقات بين البلدين. وأشار إلى ان المعايير التي حددها قائد الثورة الإسلامية للقوة البحرية هي في مقدمة أولويات مهام الأسطول البحري الإيراني بحيث تروج باقتدار لثقافة السلام والصداقة في بحر قزوين. من جانبه رحب قائد الأسطول الروسي في بحر قزوين الأميرال الكساندرفيتش بزيارة مجموعة السفن الحربية الإيرانية، معتبراً ان هذه الزيارة ستساعد في ترسيخ الروابط بين البلدين في المجال البحري، وتعرف البلدين أكثر على ثقافة وآداب وتقاليد البلد الآخر.

## ردود أفعال
إيران
وزير الدفاع وإسناد القوات المسلحة الإيرانية:
أوضح وزير الدفاع الإيراني العميد أحمد وحيدي بمناسبة إنضمام فرقاطة درفش القاذفة للصواريخ للبحرية الإيرانية، بأنه خلال الأعوام الأخيرة وفي ظل تضافر جهود جميع الدول المطلة على بحر قزوين، تم إتخاذ إجراءات جيدة للحفاظ على الأمن والإستقرار في هذه المنطقة، وأضاف: ان إنضمام فرقاطة درفش للمنطقة الرابعة للقوة البحرية التابعة للجيش الإيراني جرى في هذا الإطار ومن أجل المزيد من تعزيز الأمن والإستقرار في بحر قزوين وتقديم الدعم لعمليات التصدي لتهريب السلع والمخدرات وكذلك المهمات التدريبية. واعتبر وزير الدفاع قدرات الصناعات البحرية التابعة لوزارة الدفاع في وضع التصاميم وإنتاج مختلف أنواع السفن الحربية والغواصات والبرمائيات بأنها تمهد لإيجاد صناعة بحرية مستقلة تماماً، وقال: اننا اليوم وفي ظل العلوم والابداعات والخبرات القيمة التي نمتلكها على هذا الصعيد قادرون على توفير حاجات القوات المسلحة في ما يتعلق بالتصميم والإنتاج في مجال الدفاع البحري.
مساعد القائد العام للجيش الإيراني:
أشار مساعد القائد العام للجيش الإيراني في الشؤون التنسيقية السابق الأميرال حبيب الله سياري يوم السبت 8 ديسمبر 2018م على هامش المعرض التخصصي لإمكانيات ومنجزات القوات البحرية لجيش الجمهورية الإسلامية الإيرانية إلى صناعة فرقاطتي (جوشن ودرفش) والمدمرتين (جماران وسهند) على يد كوادر القوات البحرية الإيرانية، معلناً عن إلتحاق الفرقاطة دنا والغواصة فاتح إلى القوات البحرية قريباً. وأضاف سياري أنه رغم الضغوط التي يمارسها الأعداء لبيان ضعفنا في مجال القوة البحرية لكننا اليوم وصلنا إلى مرحلة بحيث نقوم بتجهيز قواتنا بأحدث المعدات المطابقة لأحدث التكنولوجيا في العالم ونقوم بمهامنا البحرية على أفضل مايمكن.

## معرض الصور

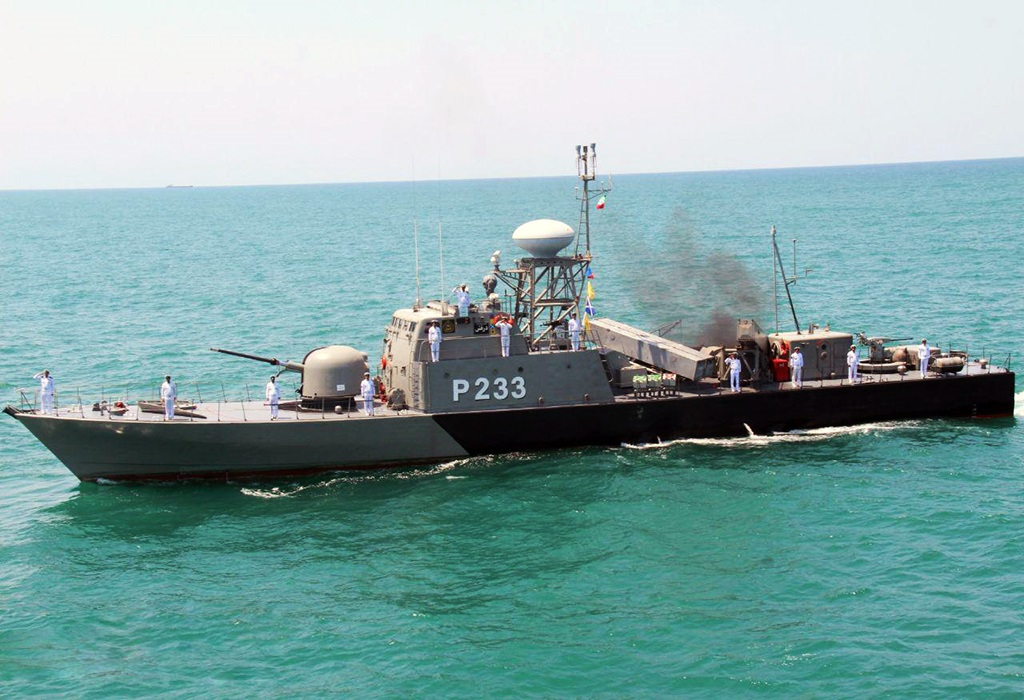
فرقاطة درفش الحربية القاذفة للصواريخ بإحدى المناورات العسكرية الإيرانية عام 2017م

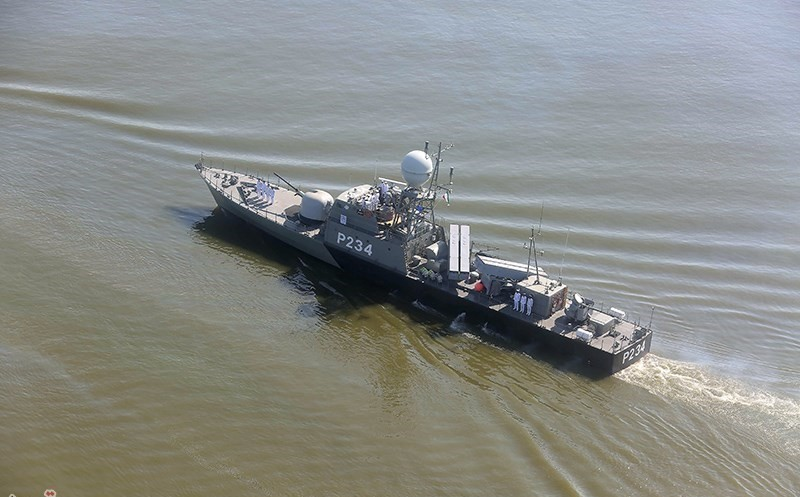
تسليم البارجة الصاروخية سبر إلى القوة البحرية للجيش الإيراني من قِبَل وزارة الدفاع الإيرانية عام 2017م، وهي إحدى السفن الحربية من فئة سينا

## مواضيع ذات صلة
- معدات القوات المسلحة الإيرانية
- دماوند (فرقاطة)
- فرقاطة نوع ألوند
- حادث سفينة كونارك
- غواصة غدير
- حرس الثورة الإسلامية
- زورق ذو الفقار الصاروخي
- قناص شاهر
- معراج (طائرة بدون طيار)
- صاروخ سجيل
- صاروخ شهاب 3
- طربيد والفجر
- صاروخ رضوان الباليستي
- مروحية شاهد 285
- زورق ذو الفقار الصاروخي